# Rivière Pauschikushish Ewiwach
Rivière Pauschikushish Ewiwach är ett vattendrag i Kanada.   Det ligger i provinsen Québec, i den östra delen av landet, 600 km norr om huvudstaden Ottawa.
I omgivningarna runt Rivière Pauschikushish Ewiwach växer i huvudsak barrskog. Trakten runt Rivière Pauschikushish Ewiwach är nära nog obefolkad, med mindre än två invånare per kvadratkilometer.